# Tutush I
Abu Sa'id Taj ad-Dawla Tutush I (en árabe, أبو سعيد ناج الدولة تتش السلجوقي) (muerto en 1095) fue un gobernador selyúcida, hermano de Malik Shah I, probablemente sultán o emir) de Damasco desde 1079 hasta 1095, sucediendo a Abaaq al-Khwarazmi. 
En 1078, Malik Shah I le envió a ayudar a Atsiz ibn Uvaq al-Khwarazmi, que estaba siendo sitiado. Cuando terminó el asedio, Tutush hizo ejecutar a Atsiz y se instaló en Damasco.
En 1085 conquistó gran parte de Siria a Malik Shah I, pero la volvió a perder en 1086. Sin embargo, lograría recapturarla en 1094.
Tras su muerte, en 1095, su hijo más joven Duqaq heredó Damasco, provocando un enfrentamiento con su hermano Fakhr al-Mulk Radwan, quien dividiría el reino de su padre.